# Isekai Sniper wa Onna Senshi no Mofumofu Pet
Isekai Sniper wa Onna Senshi no Mofumofu Pet (異世界狙撃手は女戦士のモフモフ愛玩動物 Isekai Sunaipā wa Onna Senshi no Mofumofu Petto?, lit. El francotirador del mundo de fantasía es la mascota esponjosa de la mujer guerrera) es una serie de manga japonés escrito e ilustrado por Yasunori Mitsunaga. Empezó a serializarse en la revista de manga seinen Young King Ours GH de Shōnen Gahōsha desde el 15 de noviembre de 2019, y hasta el momento se ha recopilado en cinco volúmenes tankōbon.

## Publicación
Isekai Sniper wa Onna Senshi no Mofumofu Pet es scrito e ilustrado por Yasunori Mitsunaga. Comenzó a publicarse en la revista de manga seinen Young King Ours GH de Shōnen Gahōsha el 15 de noviembre de 2019. Shōnen Gahōsha ha recopilado sus capítulos individualesen volúmenes tankōbon. El primer volumen se lanzó el 29 de mayo de 2020, y hasta el momento se han publicado cinco volúmenes.
| Volúmenes de manga publicados | Volúmenes de manga publicados | Volúmenes de manga publicados |
| Número                        | Fecha de publicación          | ISBN                          |
| ----------------------------- | ----------------------------- | ----------------------------- |
| 1                             | 29 de mayo de 2020            | ISBN 978-4-7859-6682-9        |
| 2                             | 16 de noviembre de 2020       | ISBN 978-4-7859-6795-6        |
| 3                             | 17 de mayo de 2021            | ISBN 978-4-7859-6915-8        |
| 4                             | 17 de enero de 2022           | ISBN 978-4-7859-7066-6        |
| 5                             | 30 de agosto de 2022          | ISBN 978-4-7859-7218-9        |